# 飛騨市立神岡西小学校
飛騨市立神岡西小学校 （ひだしりつ かみおかにししょうがっこう）は、かつて岐阜県飛騨市に存在した公立小学校。

## 概要
- 1953年に船津小学校から分離し開校。その後、人口減少による周辺小学校を統合したことより、廃校直前の校区は神岡町西部（船津町のうち高原川以西の大部分、阿曽布村西部、袖川村の西部など）となった。
- 2005年、旧・神岡町の3つの小学校（山田小学校、神岡東小学校、神岡西小学校）を統合し、神岡小学校の開校により廃校。校舎は神岡小学校に転用された。

## 沿革
- 1953年（昭和28年）4月1日 - 船津小学校より分離し、神岡町立神岡西小学校として開校。
- 1954年（昭和29年） - 神岡東小学校の校区の一部[注釈 1]を編入する。
- 1961年（昭和36年） - 神岡東小学校の校区の一部[注釈 2]を編入する。
- 1963年（昭和38年）4月 - 寺林小学校を統合。
- 1966年（昭和41年）4月 - 麻生野小学校を統合。
- 1984年（昭和59年） - 校舎（鉄筋コンクリート造）が完成。
- 2004年（平成16年）2月1日 - 古川町、神岡町、宮川村、河合村が合併し、飛騨市が発足。同時に飛騨市立神岡西小学校に改称する。
- 2005年（平成17年）3月 - 統合により廃校。